# Yegor Alekseyenko
Yegor Alekseyenko (tiếng Belarus: Ягор Аляксеенка; tiếng Nga: Егор Алексеенко; sinh 31 tháng 10 năm 1998) là một cầu thủ bóng đá Belarus. Tính đến năm 2017, anh thi đấu cho Gorodeya.